# Tatjana Smith
Tatjana Smith (nascida Schoenmaker; Joanesburgo, 9 de julho de 1997) é uma nadadora sul-africana. Competiu nos Jogos da Commonwealth de 2018.
Proclamou-se campeã olímpica (com recorde mundial) na prova de 200 m estilo bruços nos Jogos Olímpicos de Verão de 2020, com um tempo de 2:18:95.
Nos mesmos jogos obteve a medalha de prata nos 100 metros bruços, com um tempo de 1:05:22.

## Palmarés internacional
| Jogos Olímpicos               | Jogos Olímpicos          | Jogos Olímpicos  | Jogos Olímpicos |
| Ano                           | Lugar                    | Medalha          | Prova           |
| ----------------------------- | ------------------------ | ---------------- | --------------- |
| 2020                          | Tóquio ( Japão)          | Medalha de ouro  | 200 m bruços    |
| 2020                          | Tóquio ( Japão)          | Medalha de prata | 100 m bruços    |
| Campeonato Mundial de Natação |                          |                  |                 |
| 2019                          | Gwangju ( Coreia do Sul) | Medalha de prata | 200 m bruços    |